# James Douglas Byerlee
James Douglas Byerlee (* 12. August 1927 in Cairns, Queensland; † 17. April 2015 in Woodside, Kalifornien) war ein australischer Geophysiker. Bekannt wurde er durch das nach ihm benannte empirische Gesetz und seine fundamentalen felsmechanischen Arbeiten zum besseren Verständnis von Erdbeben.

## Persönliches
James Byerlee heiratete im Dezember 1954 Merle A. F. Pittendreigh, mit der er drei Kinder hatte:
- David James Byerlee (* 19. März 1956)
- Ian Bruce Byerlee (* 30. Mai 1957)
- Madonna Ann-Marie Byerlee (* 13. September 1961).

## Studium
Byerlee studierte von Februar 1958 bis November 1962 an der University of Queensland in Brisbane. Hier erhielt er seinen Bachelor-Abschluss im Juni 1963. Im Februar 1963 war er auf das Massachusetts Institute of Technology (MIT) gewechselt, wo er im Juni 1966 den Ph.D. erwarb.

## Praktische Erfahrungen
Zwischen November 1959 und Februar 1960 hatte James Byerlee während seines Studiums als Feldgeologe in den Mount Isa Mines gearbeitet und Kartierungen am Mount Isa durchgeführt. Zwischen November 1960 und Februar 1961 arbeitet er bei der Conorado Exploration Company an Bohrprofilen in Queensland. Ab Februar 1961 bis November 1961 war er für die University of Queensland als Teaching Fellow (Wissenschaftlicher Assistent) angestellt. Am MIT fungierte er dann ebenfalls als Research Assistant (RA – Wissenschaftliche Hilfskraft) und als Teaching Assistant (TA – Tutor).

## Forschung
In den späten 1960ern wechselte James Byerlee nach Menlo Park in Kalifornien zu den neugegründeten Rock Physics Laboratories im Campus des USGS. Er entwarf und baute dort mehrere triaxiale Deformationsapparate, um sprödes Felsverhalten unter hohem Druck und bei hohen Temperaturen studieren zu können – als Simulation der in der Erdkruste herrschenden und Erdbeben auslösenden Bedingungen. Seine Forschungen konzentrierten sich auf die inherente Stärke und das Reibungsverhalten von Gesteinen. Insbesondere interessierte ihn der Stick-Slip-Effekt, dessen langsames Anwachsen und plötzliches Freisetzen von Energie zu den Vorgängen bei Erdbeben analog ist.
Hieraus ging sodann das konstitutive Byerlee-Gesetz hervor, welches das Produkt aus statischem Reibungskoeffizienten und Normalspannung der meisten Gesteine in Relation zur erforderlichen Scherspannung beschreibt.

## Veröffentlichungen
Nach seiner Doktorarbeit im Jahr 1966 war James Douglas Byerlee bis 1998 Autor bzw. Co-Autor zahlreicher wissenschaftlicher Veröffentlichungen:

### 60er Jahre
- James Douglas Byerlee: The frictional characteristics of Westerly Granite. In: Massachusetts Institute of Technology (Hrsg.): Doktorarbeit. Cambridge, Massachusetts 1966, S. 179.
- William Francis Brace und James Douglas Byerlee: Stick slip as a mechanism for earthquakes. In: Science. Band 153, 1966, S. 990–992.
- James Douglas Byerlee: Frictional characteristics of granite under high confining pressure. In: Journal of Geophysical Research. Vol. 72 No. 14, 1967, S. 3639–3648.
- James Douglas Byerlee: Theory of friction based on brittle fracture. In: J. Appl. Phys. Band 38(7), 1967, S. 2928–2934.
- James Douglas Byerlee: Brittle-Ductile transition in rocks. In: Journal of Geophysical Research. Vol. 73 No. 14, 1968, S. 4741–4750.
- James Douglas Byerlee und W. F. Brace: Stick Slip, Stable Sliding, and Earthquakes – Effect of Rock Type, Pressure, Strain Rate, and Stiffness. In: Journal of Geophysical Research. Vol. 73 No. 18, 1968, S. 6031–6037.

### 70er Jahre
- James Douglas Byerlee: The mechanics of stick-slip. In: Tectonophysics. Band 9, 1970, S. 475–486.
- William Francis Brace und James Douglas Byerlee: California earthquakes – why only shallow focus? In: Science. Band 168, 1970, S. 1573–1575.
- James Douglas Byerlee: Friction of rocks. Hrsg.: J. F. Evernden, Experimental Studies of Rock Friction with Application to Earthquake Prediction. USGS, Menlo Park, Kalifornien 1977, S. 55–77.
- James Douglas Byerlee und David A. Lockner: Acoustic emission during fluid injection in rock. Hrsg.: H. R. Hardy und F. W. Leighton, Proceedings, First Conference on Acoustic Emission/Microseismic Activity in Geological Structures and Materials. Trans Tech Publications, Clausthal-Zellerfeld 1977, S. 87–98.

### 80er Jahre
- David A. Lockner und James Douglas Byerlee: Development of fracture planes during creep in granite. In: H. R. Hardy und W. F. Leighton (Hrsg.): Proceedings, Second Conference on Acoustic Emission/Microseismic Activity in Geological Structures and Materials. Trans-Tech Publications, Clausthal-Zellerfeld 1980, S. 11–25.
- David A. Lockner, M. Johnson und James Douglas Byerlee: A mechanism to explain the generation of earthquake lights. In: Nature. Band 302 (5903), 1983, S. 28–33.
- David A. Lockner und James Douglas Byerlee: Complex resistivity of fault gouge and its significance for earthquake lights and induced polarization. In: Geophysical Research Letters. Band 12, 1985, S. 211–214.

### 90er Jahre
- James Douglas Byerlee: Friction, overpressure and fault normal compression. In: Geophysical Research Letters. Band 17, (12), 1990, S. 2109–2112.
- David A. Lockner, James Douglas Byerlee, V. Kuksenko, A. Ponomarev und A. Sidorin: Quasi-static fault growth and shear fracture energy in granite. In: Nature. Band 350, 1991, S. 39–42.
- James Douglas Byerlee und J. C. Savage: Coulomb Plasticity within the fault zone. In: Geophysical Research Letters. Band 19, 1992, S. 2341–2344.
- Michael L. Blanpied, David A. Lockner und James Douglas Byerlee: An earthquake mechanism based on rapid sealing of faults. In: Letters to Nature. Vol. 358, 1992, S. 574–576.
- C. A. Morrow, B. Radney und James Douglas Byerlee: Frictional strength and the effective pressure law of montmorillonite and illite clays. In: B. Evans und T.-F. Wong (Hrsg.): Fault Mechanics and Transport Properties of Rocks. Academic Press, 1992, S. 69–88.
- David A. Lockner und James Douglas Byerlee: How geometrical constraints contribute to the weakness of mature faults. In: Nature. Band 363, 1993, S. 250–252.
- Michael Blanpied, David Lockner und James Douglas Byerlee: Frictional slip of granite at hydrothermal conditions. In: Journal of Geophysical Research. 100 (B7), 1995, S. 13045–13064.
- D. E. Moore, David a. Lockner, R. Summers, M. Shengli und James Douglas Byerlee: Strength of chrysotile-serpentinite gouge under hydrothermal conditions: can it explain a weak San Andreas fault? In: Geology. Band 24, 1996, S. 1041–1044.
- D. E. Moore, David a. Lockner, S. L. Ma, R. Summers und James Douglas Byerlee: Strengths of serpentinite gouges at elevated temperatures. In: Journal of Geophysical Research Solid Earth. Band 102, 1997, S. 14787–14801.
- Michael Blanpied, C. J. Marone, David A. Lockner, James Douglas Byerlee und D. P. King: Quantitavie measure of the variation in fault rheology due to fluid-rock interactions. In: Journal of Geophysical Research. Band 103, 1998, S. 9691–9712.